# Arbellales
Arbellales (oficialmente en asturiano: Arbichales) es un lugar español de la parroquia de Éndriga, perteneciente al municipio de Somiedo, en la comunidad autónoma de Asturias.

## Historia
Hacia mediados del siglo XIX, el lugar, ya por entonces perteneciente a la parroquia de Éndriga del municipio de Somiedo, tenía contabilizada una población de 93 habitantes. Aparece descrito en el segundo volumen del Diccionario geográfico-estadístico-histórico de España y sus posesiones de Ultramar de Pascual Madoz con las siguientes palabras:

ARBELLALES: l. en la prov. de Oviedo, ayunt. de Somiedo y felig. de San Salvador de Endriga (V.): pobl.: 21 vec., 93 almas.
(Madoz, 1845, p. 459)

En 2023, la entidad singular de población de Arbellales tenía empadronados 33 habitantes, todos ellos en el núcleo de población de ese nombre.